# Retrat de l'artista adolescent
Retrat de l'artista adolescent (A Portrait of the Artist as a Young Man, en anglès) és una novel·la semiautobiogràfica de l'autor irlandès James Joyce, que primer va aparèixer en diversos lliuraments dins de la revista The Egoist entre 1914 i 1915, i que es va publicar en forma de llibre el 1916. Mostra els anys de formació de Stephen Dedalus, un possible àlter ego de ficció de Joyce.
El retrat és un exemple clau de Künstlerroman (una novel·la de formació sobre un artista). L'obra de Joyce recorre el despertar intel·lectual, religiós i filosòfic del jove Stephen Dedalus, que es comença a qüestionar els convencionalismes de la religió catòlica i del seu país, i fins i tot el fet de rebel·lar-s'hi. Finalment, marxarà a París per seguir la seva vocació d'artista. L'obra apunta alguna de les tècniques d'avantguarda que Joyce empraria més endavant i fins a l'extrem en Ulisses i Finnegans Wake.
En català, n'existeix una traducció de Maria Teresa Vernet d'Edicions 62.

## Estil
La novel·la està escrita en forma narrativa, en tercera persona, amb diàlegs mínims, malgrat que, cap al final del llibre, hi apareixen passatges amb intensos diàlegs i entrades de diari de Stephen per tal de reflectir-ne l'alienació de la societat. Atès que l'obra cobreix la vida del protagonista des que era un nen fins que adquireix independència i abandona Irlanda, l'estil progressa al llarg dels cinc capítols i la dificultat augmenta gradualment. Tanmateix, en tota l'obra, llengua i prosa s'empren per a retratar indirectament l'estat mental del personatge principal, i l'impacte subjectiu de les incidències en la seva vida. En algunes escenes i capítols, Joyce intentava més aviat copsar l'experiència subjectiva mitjançant el llenguatge i no pas mostrar aquesta experiència amb una prosa narrativa.
Per culpa de la primera pàgina de la novel·la, diferent de la resta del Retrat però d'estil similar al posterior Finnegans Wake, el lector podria arribar a l'errònia conclusió que l'obra és tota ella un monòleg interior en la línia de Samuel Beckett, Gertrude Stein o de l'Ulisses. En realitat, no és així.